# Fernand Charron
 (novembre 2022).
Pour les articles homonymes, voir Fernand Charron (homonymie).
Fernand Charron (Châteaubriant, 23 octobre 1884 - Angers, 22 février 1965) est un physicien français. Il a été professeur à l'université catholique d'Angers.

## Biographie
Fernand Charron est connu pour ses travaux sur la viscosité mais aussi pour son anneau (dit de Charron) qui permet, via un contact électrique, d'entretenir le mouvement d'un pendule pesant. La régularité est telle que l'on peut vérifier la loi de la précession de Foucault : cela est dû au frottement solide pendant la durée du contact de l'anneau de Charron avec le fil d'acier de suspension du pendule (cf article du Bulletin de la SAF de Novembre 1931)[source insuffisante]. Cela permet aussi d'avoir un pendule de longueur relativement faible (1,75 m) et une amplitude très faible, très régulière : on peut donc centrer une alidade précise autour du mouvement : la lecture précise sur deux heures de temps fournit une valeur remarquablement précise de la précession, car la correction de Puiseux y est négligeable.